# Angelos Koronios
Angelos Koronios (griechisch Άγγελος Κορωνιός, * 16. März 1969) ist ein ehemaliger griechischer Basketballspieler.

## Spielerkarriere

### Vereinskarriere
Seine Karriere begann Angelos Koronios 1986 beim damaligen griechischen Zweitligisten Peristeri Athen. Mit Peristeri schaffte er 1989 den Aufstieg in die erste Liga, stand für insgesamt zwölf Saisons unter Vertrag und wurde auch Kapitän seiner Mannschaft. 1998 wechselte er zu AEK Athen, wo er zwei Jahre später mit dem Griechischen Pokal sowie dem Saporta Cup die ersten Vereinstitel seiner Karriere gewinnen sollte. In den folgenden fünf Jahren spielte Koronios für eine Reihe anderer griechischer Traditionsvereine wie z. B. PAOK Thessaloniki oder Olympiakos Piräus, bei denen er 2005 seine aktive Karriere beendete. Bei allen seinen Stationen gehörte Koronios stets zu den Leistungsträgern und herausragenden Akteuren. Ausdruck seiner herausragenden Stellung in Griechenlands Basketballgeschichte ist die Tatsache, dass er die Statistiken der A1 Ethniki für erzielte Punkte (7.080) anführt und bei den Assists (1.264) und Steals (583) nur von Dimitrios Diamantidis übertroffen wird. Zudem erzielte er die meisten Drei-Punkt-Würfe (828) aller je in Griechenland aktiv gewesenen Spieler. Neben Fragiskos Alvertis und John Korfas ist Koronios einer von nur drei Spielern die über 600 erfolgreiche Drei-Punkte-Würfe in der griechischen A1 Ethniki vorweisen können.

### Nationalmannschaft
Sein Debüt bei der griechischen Nationalmannschaft gab Koronios am 22. Dezember 1988 bei einem Spiel gegen die jugoslawische Basketballnationalmannschaft. Bei der Partie, die Griechenland mit 67–98 verlor, erzielte Koronios sieben Punkte. In den folgenden elf Jahren gehörte er stets zum Kreis der Nationalspieler und nahm an zwei Europameisterschaften und einer Weltmeisterschaft teil. 1999, nach einer Begegnung gegen Litauen, trat Koronios nach 104 Einsätzen und 938 Punkten (9,02 im Schnitt) aus dem Nationalteam zurück.

## Trainerkarriere
Direkt im Anschluss an seine aktive Karriere übernahm Koronios 2005 das Traineramt beim griechischen Verein Alimos. Nach einer Saison wechselte er zum Traditionsverein Sporting Athen, wo er bereits nach einer Spielzeit den Aufstieg in die erste Liga schaffte. Nach dem Aufstieg übernahm der damalige Präsident von Sporting, Dimitrios Drossos, den Erstligisten AEK Athen und nahm Koronios mit zu seinem neuen Verein.

## Erfolge
- Griechischer Pokalsieger: 2000
- Saporta Cup: 2000
- Silbermedaille bei Mittelmeermeisterschaften: 1991

## Auszeichnungen
- Teilnahmen am griechischen All Star Game: 1994, 1996, 1997, 1998, 2000, 2004
- Sieger im Three-Point-Shootout Wettbewerb des griechischen All-Star-Games: 2004
- Teilnahmen an Europameisterschaften: 1997, 1999
- Teilnahme an Weltmeisterschaften: 1998